# Miss Patti's Christmas
| Recensione | Giudizio |
| ---------- | -------- |
| About.com  | [ 1 ]    |
| AllMusic   | [ 2 ]    |

Miss Patti's Christmas è il secondo album natalizio della cantante Patti LaBelle. Pubblicato attraverso l'etichetta Def Soul Classics, è stata la prima registrazione con la Def Jam della cantante da quando ebbe improvvisamente lasciato l'etichetta nel 2006 per una disputa con l'allora presidente Antonio "LA" Reid . L'album è stato prodotto da Jimmy Jam e Terry Lewis.

## Tracce
1. "Christmas Jam" (4:18)
2. "It's the Most Wonderful Time of the Year" (3:08)
3. "What Do the Lonely Do at Christmas?" (4:07)
4. "Holidays Mean More to Me" (4:38)
5. "It's Going to Be a Merry Christmas" (4:34)
6. "Do You Hear What I Hear?" (5:01)
7. "Nativity" (3:47)
8. "Jesus, Oh What a Wonderful Child" (4:04)
9. "Every Year, Every Christmas" (5:24)
10. "Away in a Manger" (3:48)